# ویلایی‌ها
ویلایی‌ها فیلمی به کارگردانی منیر قیدی، نویسندگی منیر قیدی و ارسلان امیری و تهیه‌کنندگی سعید ملکان محصول سال ۱۳۹۵ است. پریناز ایزدیار، طناز طباطبایی، آناهیتا افشار، گیتی قاسمی، علی شادمان، صابر ابر و ثریا قاسمی گروه بازیگران اصلی آن را تشکیل میدهند. ویلایی‌ها نخستین بار در سی و پنجمین جشنواره فیلم فجر به نمایش درآمد و نامزد دریافت ۸ جایزه و برنده ۳ جایزه شد. همچنین با دریافت ۴۲ نامزدی در بخش های مختلف جشنواره‌های داخلی و بین‌المللی، به ۱۲ جایزه و لوح تقدیر در بخش های مختلف دست یافت و سرانجام در ۲۰ اردیبهشت ماه ۱۳۹۶ در سینماهای کشور اکران شد.

## داستان
در سال ۱۳۶۵ و زمان وقوع جنگ، در شهرکی ویلایی در حوالی اندیمشک که پیش از انقلاب محل سکونت کارگران پیمانکار راه‌آهن جنوب بوده، با فاصله نه‌چندان زیاد از جبهه جنگ، گروهی از خانواده‌های رزمندگان ساکن شده‌اند. تا هم به بیمارستان صحرایی کمک کنند و نقش حمایتی پشت جبهه را داشته باشند، هم راحت‌تر بتوانند عزیزانشان را ببینند و به آن‌ها روحیه بدهند؛ زنان جوان و پیر که همسر یا فرزندی در خط مقدم دارند و همدل با او، نقش سنتی خود را به‌صورت جمعی در کنار هم انجام می‌دهند تا دلشوره‌شان کمتر شود. در این میان سیما (طناز طباطبایی) به شهرک ویلایی وارد می‌شود. زنی که با جبهه رفتن شوهرش همدل نیست و آمده تا بچه‌هایش را از مادربزرگ‌شان (ثریا قاسمی) پس بگیرد و با خود ببرد. از سوی دیگر خانم خیری (پریناز ایزدیار) که فرمانده پایگاه است، سعی میکند آرامش را در ویلاها فراهم کند. حضور خانواده‌های رزمندگان در کنار هم اتفاقاتی را رقم میزند.

## بازیگران
| بازیگر         | نقش             |
| -------------- | --------------- |
| پریناز ایزدیار | خانم خیری       |
| طناز طباطبایی  | سیما            |
| ثریا قاسمی     | عزیز            |
| صابر ابر       | حاج حمید        |
| علی شادمان     | الیاس           |
| آناهیتا افشار  | همسر آقای یگانه |
| گیتی قاسمی     |                 |
| معصومه بیگی    | سمیه            |
| فریما کهنمویی  | نادره           |

## نمایش
ویلایی‌ها در واپسین روزهای اردیبهشت ۱۳۹۵ در اندیمشک کلید خورد و تیر ماه ۱۳۹۵ فیلمبرداری‌اش پایان یافت. این فیلم نخستین بار در سی و پنجمین جشنواره فیلم فجر به نمایش درآمد و ۲۰ اردیبهشت ماه ۱۳۹۶ در سینماهای کشور اکران شد.

## اکران‌ها و حضور در جشنواره‌ها
ویلایی نخستین بار در سی و پنجمین دوره جشنواره فیلم فجر به نمایش درآمد و نامزد دریافت ۸ جایزه و برنده ۳ جایزه شد. همچنین در جشنواره‌های بین‌المللی مختلفی همچون کرالای هند، داکای بنگلادش، فستیوال زنان ترکیه، وارنای بلغارستان، جشنواره فیلم‌های آسیایی اسپانیا، جشنواره فیلم‌های آسیایی بخارست در رومانی و... حضوری موفق داشت و در جشنواره فیلم‌های ایرانی در ویتره فرانسه، برنده جایزه دوم فستیوال شد. این فیلم با دریافت ۴۲ نامزدی در بخش های مختلف جشنواره‌های داخلی و بین‌المللی، موفق به دریافت ۱۲ جایزه و لوح تقدیر شد.

### داخلی
| سال  | رویداد                                 | بخش جشنواره/نوع اکران | تاریخ اکران      | منبع   |
| ---- | -------------------------------------- | --------------------- | ---------------- | ------ |
| ۱۳۹۵ | سی و پنجمین دوره جشنواره فیلم فجر      | سودای سیمرغ           | ۱۲ بهمن ماه ۱۳۹۵ | [ ۷ ]  |
| ۱۳۹۶ | اکران عمومی                            | گسترده                | ۲۰ اردیبهشت      |        |
| ۱۳۹۶ | جشنواره فیلم شهر                       | بخش تبلیغات           | مرداد ۱۳۹۶       | [ ۸ ]  |
| ۱۳۹۶ | انجمن منتقدان و نویسندگان سینمای ایران | اصلی                  | مرداد ۱۳۹۶       | [ ۹ ]  |
| ۱۳۹۶ | جشن خانه سینما                         | اصلی                  | شهریور ۱۳۹۶      | [ ۱۰ ] |
| ۱۳۹۷ | جشن حافظ                               | رقابتی                | مرداد ۱۳۹۷       | [ ۱۱ ] |
| ۱۳۹۷ | آکادمی سینماسینما                      |                       | شهریور ۱۳۹۷      | [ ۱۲ ] |
| ۱۳۹۷ | جشنواره بین‌المللی فیلم مقاومت          | مسابقه                | مهر ۱۳۹۷         | [ ۱۳ ] |

### بین‌المللی
| سال  | کشور      | رویداد                             | بخش جشنواره/نوع اکران | تاریخ اکران           | منبع   |
| ---- | --------- | ---------------------------------- | --------------------- | --------------------- | ------ |
| ۱۳۹۶ | هند       | جشنواره فیلم کرالا                 | سینمای جهان           | ۱۷ تا ۲۴ آذر          | [ ۱۴ ] |
| ۱۳۹۶ | بنگلادش   | جشنواره بین‌المللی فیلم داکا        | سینماگران زن          | ۲۲ تا ۳۰ دی           | [ ۱۵ ] |
| ۱۳۹۶ | ترکیه     | جشنواره بین‌المللی زنان ترکیه       | رقابتی                |                       | [ ۱۶ ] |
| ۱۳۹۷ | بلغارستان | جشنواره بین‌المللی وارنای بلغارستان | مسابقه                |                       | [ ۱۶ ] |
| ۱۳۹۷ | اسپانیا   | جشنواره فیلم‌های آسیایی اسپانیا     | مسابقه                |                       | [ ۱۶ ] |
| ۱۳۹۷ | رومانی    | جشنواره فیلم‌های آسیایی بخارست      | مسابقه                |                       | [ ۱۶ ] |
| ۱۳۹۷ | اسپانیا   | جشنواره فیلم‌های آسیایی بارسلون     | بخش رقابتی            | ۳۱ اکتبر تا ۱۱ نوامبر | [ ۱۷ ] |
| ۱۳۹۷ | تایوان    | جشنواره فیلم آسیا پاسیفیک          | رقابتی                |                       | [ ۱۸ ] |
| ۱۳۹۹ | فرانسه    | جشنواره فیلم های ایرانی فرانسه     | بخش مسابقه            |                       | [ ۱۹ ] |
| ۱۳۹۹ | لهستان    | جشنواره فیلم گدنیا                 | مسابقه                | ۲۴ الی ۲۷ سپتامبر     | [ ۱۹ ] |

## جوایز و نامزدی‌ها

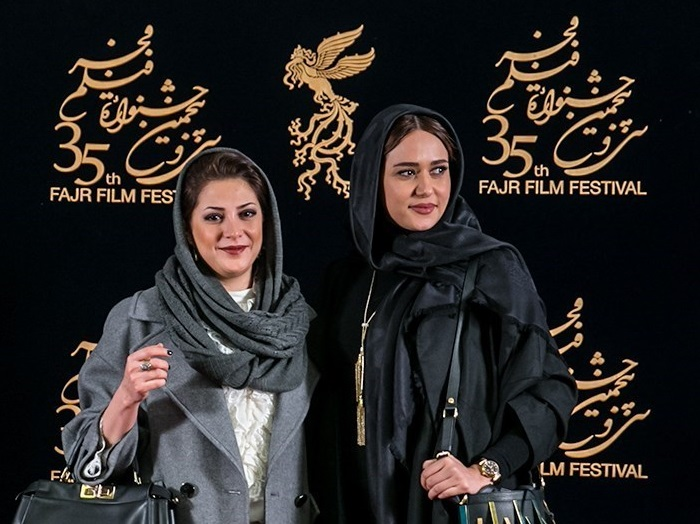
پریناز ایزدیار و طناز طباطبایی در فرش قرمز فیلم ویلایی ها در سی و پنجمین دوره جشنواره فیلم فجر

| سال  | جشنواره                                | قسمت                                               | نامزد                                | نتیجه        | منبع          |
| ---- | -------------------------------------- | -------------------------------------------------- | ------------------------------------ | ------------ | ------------- |
| ۱۳۹۵ | سی و پنجمین دوره جشنواره فیلم فجر      | بهترین بازیگر نقش مکمل زن                          | ثریا قاسمی                           | برنده        | [ ۲۰ ] [ ۲۱ ] |
| ۱۳۹۵ | سی و پنجمین دوره جشنواره فیلم فجر      | بهترین بازیگر نقش مکمل زن                          | گیتی قاسمی                           | نامزدشده     | [ ۲۰ ] [ ۲۱ ] |
| ۱۳۹۵ | سی و پنجمین دوره جشنواره فیلم فجر      | بهترین فیلمنامه                                    | منیر قیدی و ارسلان امیری             | نامزدشده     | [ ۲۰ ] [ ۲۱ ] |
| ۱۳۹۵ | سی و پنجمین دوره جشنواره فیلم فجر      | بهترین موسیقی متن                                  | ستار اورکی                           | نامزدشده     | [ ۲۰ ] [ ۲۱ ] |
| ۱۳۹۵ | سی و پنجمین دوره جشنواره فیلم فجر      | بهترین جلوه‌های ویژه بصری                           | محمد قاسمی                           | برنده        | [ ۲۰ ] [ ۲۱ ] |
| ۱۳۹۵ | سی و پنجمین دوره جشنواره فیلم فجر      | بهترین جلوه‌های ویژه میدانی                         | ایمان کرمیان                         | نامزدشده     | [ ۲۰ ] [ ۲۱ ] |
| ۱۳۹۵ | سی و پنجمین دوره جشنواره فیلم فجر      | بهترین طراحی صحنه و لباس                           | مه‌لقا ناقد                           | نامزدشده     | [ ۲۰ ] [ ۲۱ ] |
| ۱۳۹۵ | سی و پنجمین دوره جشنواره فیلم فجر      | استعداد درخشان بهترین فیلم اولی                    | منیر قیدی                            | برنده        | [ ۲۰ ] [ ۲۱ ] |
| ۱۳۹۶ | جشنواره فیلم شهر (بخش مسابقه تبلیغات)  | مجموعه تیزر                                        | محمد واحد                            | نامزدشده     | [ ۲۲ ]        |
| ۱۳۹۶ | جشنواره فیلم شهر (بخش مسابقه تبلیغات)  | بهترین عکس                                         | امیرحسین شجاعی                       | نامزدشده     | [ ۲۲ ]        |
| ۱۳۹۶ | انجمن منتقدان و نویسندگان سینمای ایران | بهترین فیلم                                        | سعید ملکان                           | نامزدشده     | [ ۲۳ ]        |
| ۱۳۹۶ | انجمن منتقدان و نویسندگان سینمای ایران | بهترین فیلمنامه                                    | منیر قیدی و ارسلان امیری             | نامزدشده     | [ ۲۳ ]        |
| ۱۳۹۶ | انجمن منتقدان و نویسندگان سینمای ایران | بهترین موسیقی متن                                  | ستار اورکی                           | دیپلم افتخار | [ ۲۳ ]        |
| ۱۳۹۶ | انجمن منتقدان و نویسندگان سینمای ایران | بهترین طراحی صحنه                                  | مهدی موسوی                           | نامزدشده     | [ ۲۳ ]        |
| ۱۳۹۶ | انجمن منتقدان و نویسندگان سینمای ایران | بهترین طراحی لباس                                  | مه‌لقا ناقد                           | نامزدشده     | [ ۲۳ ]        |
| ۱۳۹۶ | انجمن منتقدان و نویسندگان سینمای ایران | بهترین فیلمبرداری                                  | علی قاضی                             | نامزدشده     | [ ۲۳ ]        |
| ۱۳۹۶ | انجمن منتقدان و نویسندگان سینمای ایران | بهترین چهره‌پردازی                                  | سعید ملکان                           | نامزدشده     | [ ۲۳ ]        |
| ۱۳۹۶ | انجمن منتقدان و نویسندگان سینمای ایران | جایزه خلاقیت و استعداد درخشان (ویژه فیلمسازان اول) | منیر قیدی                            | برنده        | [ ۲۳ ]        |
| ۱۳۹۶ | انجمن منتقدان و نویسندگان سینمای ایران | بهترین بازیگر نقش اول زن                           | ثریا قاسمی                           | دیپلم افتخار | [ ۲۳ ]        |
| ۱۳۹۶ | انجمن منتقدان و نویسندگان سینمای ایران | بهترین بازیگر نقش مکمل زن                          | طناز طباطبایی                        | برنده        | [ ۲۳ ]        |
| ۱۳۹۶ | انجمن منتقدان و نویسندگان سینمای ایران | بهترین بازیگر نقش مکمل زن                          | گیتی قاسمی                           | نامزدشده     | [ ۲۳ ]        |
| ۱۳۹۶ | جشن خانه سینما                         | بهترین بازیگر نقش مکمل زن                          | ثریا قاسمی                           | نامزدشده     | [ ۲۴ ]        |
| ۱۳۹۶ | جشن خانه سینما                         | بهترین موسیقی متن                                  | ستار اورکی                           | نامزدشده     | [ ۲۴ ]        |
| ۱۳۹۶ | جشن خانه سینما                         | بهترین صداگذاری                                    | امیر حسین قاسمی                      | نامزدشده     | [ ۲۴ ]        |
| ۱۳۹۶ | جشن خانه سینما                         | بهترین جلوه‌های ویژه میدانی                         | ایمان کرمیان                         | برنده        | [ ۲۴ ]        |
| ۱۳۹۷ | جشن حافظ                               | بهترین فیلم                                        | سعید ملکان                           | نامزدشده     | [ ۲۵ ]        |
| ۱۳۹۷ | جشن حافظ                               | بهترین بازیگر زن                                   | ثریا قاسمی                           | نامزدشده     | [ ۲۵ ]        |
| ۱۳۹۷ | جشن حافظ                               | بهترین بازیگر زن                                   | پریناز ایزدیار                       | برنده        | [ ۲۵ ]        |
| ۱۳۹۷ | جشن حافظ                               | بهترین فیلمبرداری                                  | علی قاضی                             | نامزدشده     | [ ۲۵ ]        |
| ۱۳۹۷ | جشن حافظ                               | بهترین موسیقی متن                                  | ستار اورکی                           | نامزدشده     | [ ۲۵ ]        |
| ۱۳۹۷ | جشن حافظ                               | بهترین دستاورد هنری                                | ایمان کرمیان (جلوه‌های ویژه ویلایی‌ها) | نامزدشده     | [ ۲۵ ]        |
| ۱۳۹۷ | نخستین دوره جایزه آکادمی سینما سینما   | بهترین فیلمنامه                                    | منیر قیدی و ارسلان امیری             | نامزدشده     | [ ۲۶ ]        |
| ۱۳۹۷ | نخستین دوره جایزه آکادمی سینما سینما   | بهترین بازیگر زن                                   | طناز طباطبایی                        | نامزدشده     | [ ۲۶ ]        |
| ۱۳۹۷ | نخستین دوره جایزه آکادمی سینما سینما   | بهترین بازیگر زن                                   | ثریا قاسمی                           | نامزدشده     | [ ۲۶ ]        |
| ۱۳۹۷ | نخستین دوره جایزه آکادمی سینما سینما   | بهترین فیلمساز اول                                 | منیر قیدی                            | نامزدشده     | [ ۲۶ ]        |
| ۱۳۹۷ | جشنواره بین‌المللی فیلم مقاومت          | بهترین کارگردان                                    | منیر قیدی                            | نامزدشده     | [ ۲۷ ]        |
| ۱۳۹۷ | جشنواره بین‌المللی فیلم مقاومت          | بهترین بازیگر زن                                   | ثریا قاسمی                           | نامزدشده     | [ ۲۷ ]        |
| ۱۳۹۷ | جشنواره بین‌المللی فیلم مقاومت          | بهترین بازیگر زن                                   | پریناز ایزدیار                       | نامزدشده     | [ ۲۷ ]        |
| ۱۳۹۷ | جشنواره بین‌المللی فیلم مقاومت          | بهترین فیلمنامه                                    | منیر قیدی و ارسلان امیری             | برنده        | [ ۲۷ ]        |
| ۱۳۹۷ | جشنواره بین‌المللی فیلم مقاومت          | بهترین فیلم                                        | سعید ملکان                           | نامزدشده     | [ ۲۷ ]        |
| ۱۳۹۷ | جشنواره فیلم آسیا پاسیفیک              | بهترین بازیگر مکمل زن                              | ثریا قاسمی                           | برنده        | [ ۲۸ ]        |
| ۱۳۹۷ | جشنواره فیلم های ایرانی فرانسه         | بهترین فیلم                                        |                                      | دیپلم افتخار | [ ۲۹ ]        |